# Jillian Michaels
Jillian Michaels (ur. 18 lutego 1974 w Los Angeles) – amerykańska trenerka osobista, przedsiębiorca. Autorka wielu domowych programów treningowych oraz książek dotyczących zdrowego trybu życia. Posiada certyfikaty nadające jej uprawnienia trenera osobistego przyznawane przez The Aerobics and Fitness Association of America (AFAA) oraz National Exercise and Sports Trainers Association (NEFTA).
W swoich programach treningowych łączy ćwiczenia wzmacniające mięśnie z technikami zaczerpniętymi z kickboxingu, pilates, jogi oraz plyometryki. Od 2005 do 2012 wydała 15 płyt DVD zawierających jej programy treningowe, m.in. 30 Day Shred, Ripped in 30 i Body Revolution. Od 2004 występowała w kilku edycjach amerykańskiego reality show The Biggest Loser w roli trenera. W 2009 wydała książkę Opanuj swój metabolizm, w której zwraca szczególną uwagę na relacje między dietą, aktywnością fizyczną i funkcjonowaniem układu hormonalnego.
W życiu prywatnym jest związana z Heidi Rhoades, z którą wychowuje dwójkę dzieci.